# Ángulo ciego
Ángulo ciego (título original: Blind Spot) es un telefilme estadounidense de drama de 1993, dirigido por Michael Toshiyuki Uno, escrito por Michael McTaggart, Ellen M. Violett y Nina Shengold, musicalizado por Patrick Williams, en la fotografía estuvo David Geddes y los protagonistas son Joanne Woodward, Laura Linney y Reed Diamond, entre otros. Este largometraje fue producido por Hallmark Hall of Fame Productions, RHI Entertainment y Signboard Hill Productions; se estrenó el 2 de mayo de 1993.

## Sinopsis
Trata acerca de una pareja que debe lidiar con la difícil situación de su problemática hija, la cual sufre de adicción a la cocaína.